# Protocole sur les relations économiques
Le protocole sur les relations économiques, également appelé protocole de Paris, est un accord entre le gouvernement de l'État d'Israël et l'Organisation de libération de la Palestine (OLP), représentant le peuple palestinien, signé le 29 avril 1994 et intégré avec des amendements mineurs dans l'accord intérimaire sur la Cisjordanie et la bande de Gaza, ou l'accord d'Oslo II, de septembre 1995.

## Accords
Le protocole, signé le 29 avril 1994, fait partie intégrale de l'accord Gaza-Jéricho, signé à Paris cinq jours plus tard, le 4 mai 1994. Cet accord institue l'Autorité nationale palestinienne (AP), responsable des obligations palestiniennes au titre du protocole de Paris. Ce protocole est mentionné à l'article XIII de l'accord Gaza-Jéricho et y est joint en annexe IV, sous le titre complet de « Protocole sur les relations économiques entre le gouvernement de l'État d'Israël et l'OLP, représentant le peuple palestinien » Il est intégré, avec des modifications mineures, à l'accord d'Oslo II de septembre 1995.
Dans l'accord d'Oslo II, le protocole de Paris est incorporé à l'article XXIV. Les amendements au protocole appelés Supplément au Protocole sur les relations économiques, sont annexés à l'Annexe V de l'accord d'Oslo II et ne contiennent que quelques modifications concernant la compensation des recettes et des modifications techniques sur la question fiscale. Alors que le protocole s'applique initialement à la bande de Gaza et à la région de Jéricho, sa compétence est étendue à l'ensemble des territoires palestiniens dans l'accord d'Oslo II.

## Conséquences
À l'origine, le protocole de Paris doit rester en vigueur pendant une période intérimaire de cinq ans. En 2016, cependant, le protocole est toujours applicable. La durée limitée pendant laquelle l'accord est censé être en vigueur encourage les négociateurs palestiniens à le signer, afin de faire un premier pas vers le progrès, et surtout, Israël fait de l'acceptation du protocole une condition pour continuer à autoriser les dizaines de milliers de Palestiniens à travailler en Israël.
Pour l'essentiel, le protocole intègre l'économie palestinienne dans l'économie israélienne par le biais d'une union douanière, Israël contrôlant toutes les frontières, tant les siennes que celles de l'Autorité palestinienne. La Palestine reste dépourvue de portes indépendantes vers l'économie mondiale. Le protocole régit les relations et les interactions entre Israël et l'Autorité palestinienne dans six domaines principaux : les douanes, les taxes, le travail, l'agriculture, l'industrie et le tourisme.
Depuis la prise de contrôle de la bande de Gaza par le Hamas et le blocus israélien de la bande de Gaza, le protocole ne peut être pleinement appliqué à la bande de Gaza. Toutefois, les importateurs de Gaza continuent de payer les droits de douane, la TVA et les taxes d'achat d'Israël sur les marchandises qu'ils importent via Israël,.
Le protocole stipule que la monnaie israélienne, le nouveau shekel (NIS), est utilisée dans les territoires palestiniens comme monnaie de circulation qui sert légalement de moyen de paiement à toutes fins et doit être acceptée par l'Autorité palestinienne et par toutes ses institutions, autorités locales et banques. Les Palestiniens ne sont pas autorisés à introduire de manière indépendante une monnaie palestinienne distincte. Les importations et les exportations vers les pays tiers, y compris les restrictions quantitatives, sont soumises à la supervision d'Israël et le protocole confère à Israël le contrôle exclusif des frontières extérieures et de la perception des taxes à l'importation et de la TVA. Selon l'accord, le commerce palestinien avec d'autres pays continue à se faire par les ports maritimes et aériens israéliens, ou par les postes frontières entre l'Autorité palestinienne, la Jordanie et l'Égypte, qui à l'époque sont tous contrôlés par Israël. Depuis 2016, le poste frontière de Rafah est contrôlé par l'Égypte, mais l'Égypte soutient largement le blocus de la bande de Gaza depuis la montée en puissance du Hamas lors de la bataille de Gaza (2007).

## Système fiscal
Une partie importante du protocole de Paris de 1994 traite le système fiscal, l'épine dorsale de l'union douanière. Israël collecte et transfère à l'Autorité palestinienne les taxes à l'importation sur les marchandises destinées aux territoires palestiniens. Israël peut unilatéralement établir et modifier les taxes imposées sur les biens importés. Si Israël augmente sa TVA, la Palestine doit s'y conformer.
Israël transfère les recettes fiscales perçues pour les biens et services vendus en Israël et destinés à être consommés dans les territoires palestiniens. Israël perçoit également des impôts sur le revenu des Palestiniens employés en Israël et dans les colonies israéliennes. Conformément au protocole, Israël retient par défaut 25 % de ces impôts sur le revenu (pas sur les Palestiniens employés dans les colonies). En outre, 3 % des recettes totales sont prélevées à titre de frais de collecte et de traitement.

## Système d'apurement fiscal comme moyen de pression
Le recouvrement des impôts est la principale source de revenus de l'État palestinien. En 2014, il représente 75 % des recettes totales. Israël collecte les taxes sur les importations palestiniennes, l'assurance nationale et les impôts sur le revenu des travailleurs pour le compte de l'Autorité palestinienne et transfère les résultats sur une base mensuelle. Cela rend l'Autorité palestinienne vulnérable à une suspension unilatérale des transferts de recettes de dédouanement par Israël. En 2014-2015, les recettes s'élevaient à environ 160 millions de dollars par mois.
Dès 1997, Israël commence à régler unilatéralement les factures impayées par les Palestiniens, et non par l'AP elle-même, y compris les amendes et les intérêts. Les motivations politiques de la suspension des impôts vers la Palestine par Israël trouvent des prétextes divers : la violence palestiniennen l'élection du Hamas en 2006 au Conseil législatif palestinien, en passant par la réconciliation entre le Fatah et le Hamas et la demande de reconnaissance internationale par la Palestine.